# Scott Pilgrim
Cet article concerne le comic de Bryan Lee O'Malley. Pour le film d'Edgar Wright, voir Scott Pilgrim.
Pour les articles homonymes, voir Scott Pilgrim (homonymie).

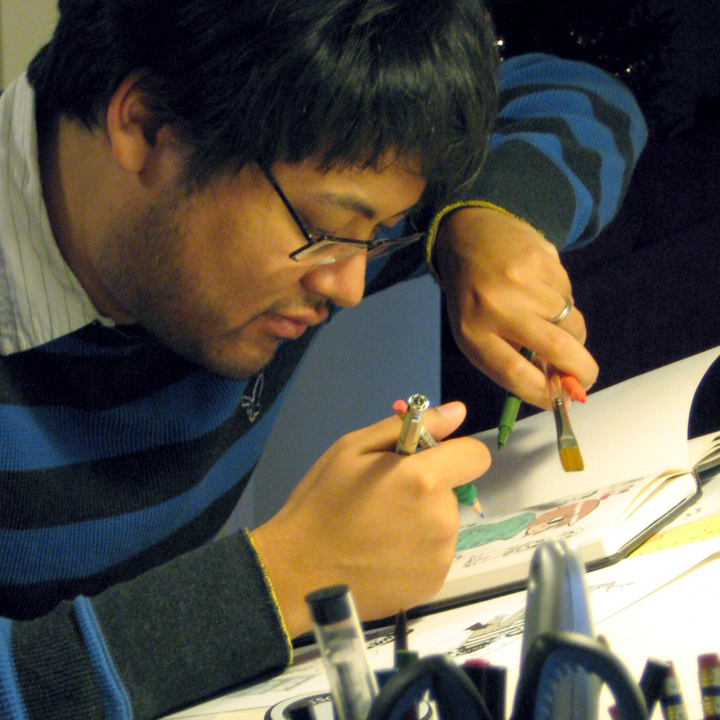
Bryan Lee O’Malley

Scott Pilgrim est une série de comics écrite et dessinée par Bryan Lee O'Malley. Elle comporte six volumes en noir et blanc, publiés en version originale chez l'éditeur américain indépendant Oni Press entre le 18 août 2004 et le 20 juillet 2010 à raison d'un volume par an. La série est publiée en France par Milady en six volumes.
Le nom « Scott Pilgrim » provient à l'origine d'une chanson du groupe canadien Plumtree, d'après les noms de Scott Ingram, un expert-comptable de Toronto pour groupes rocks indépendants, et de Philip Pilgrim, un producteur musical de Nouvelle-Écosse.
La série décrit la vie de Scott Pilgrim, un canadien de 23 ans habitant à Toronto au Canada. Il est sans emploi et joue de la basse dans le groupe Sex Bob-omb. Il tombe amoureux d'une livreuse américaine, Ramona Victoria Flowers, mais doit combattre ses sept ex-maléfiques ou ex-petits amis pour pouvoir sortir avec elle.
Une adaptation cinématographique de la série, intitulée Scott Pilgrim vs. the World, avec le jeune acteur Michael Cera dans le rôle-titre, est sortie le 13 août 2010 au Canada et le 1er décembre 2010 dans les salles françaises. Un jeu vidéo a également été développé par Ubisoft pour le PlayStation Network et le Xbox Live Arcade sorti le 25 août 2010. Une adaptation en animation produite par Netflix et animée par le studio Science SARU sort le 17 novembre 2023 avec Edgar Wright de retour en tant que producteur exécutif.

## Publications

### Liste des volumes
1. Scott Pilgrim's Precious Little Life
2. Scott Pilgrim vs. the World
3. Scott Pilgrim & The Infinite Sadness
4. Scott Pilgrim Gets It Together
5. Scott Pilgrim vs. The Universe
6. Scott Pilgrim's Finest Hour

### Éditions
| no | Titre                                | Édition en noir et blanc (brochée) | Édition en noir et blanc (brochée) | Édition en noir et blanc (brochée) | Édition en noir et blanc (brochée) | Édition en couleur (reliée) | Édition en couleur (reliée) | Édition en couleur (reliée) | Édition en couleur (reliée) |
| no | Titre                                | Originale                          | Originale                          | Française                          | Française                          | Originale                   | Originale                   | Française                   | Française                   |
| no | Titre                                | Publication                        | ISBN                               | Publication                        | ISBN                               | Publication                 | ISBN                        | Publication                 | ISBN                        |
| -- | ------------------------------------ | ---------------------------------- | ---------------------------------- | ---------------------------------- | ---------------------------------- | --------------------------- | --------------------------- | --------------------------- | --------------------------- |
| 1  | Scott Pilgrim's Precious Little Life | 2004                               | (ISBN 978-1-932664-08-9)           | 2010                               | (ISBN 978-2-81120-323-8)           | 2012                        | (ISBN 978-1-62010-000-4)    | 2014                        | (ISBN 978-2-81121-257-5)    |
| 2  | Scott Pilgrim vs. the World          | 2005                               | (ISBN 978-1-932664-12-6)           | 2010                               | (ISBN 978-2-81120-352-8)           | 2012                        | (ISBN 978-1-62010-001-1)    | 2014                        | (ISBN 978-2-81121-389-3)    |
| 3  | Scott Pilgrim & The Infinite Sadness | 2006                               | (ISBN 978-1-932664-22-5)           | 2010                               | (ISBN 978-2-81120-418-1)           | 2013                        | (ISBN 978-1-62010-002-8)    | 2015                        | (ISBN 978-2-81121-412-8)    |
| 4  | Scott Pilgrim Gets It Together       | 2007                               | (ISBN 978-1-932664-49-2)           | 2010                               | (ISBN 978-2-81120-448-8)           | 2013                        | (ISBN 978-1-62010-003-5)    | 2015                        | (ISBN 978-2-81121-497-5)    |
| 5  | Scott Pilgrim vs. The Universe       | 2009                               | (ISBN 978-1-934964-10-1)           | 2011                               | (ISBN 978-2-81120-491-4)           | 2014                        | (ISBN 978-1-62010-004-2)    | 2015                        | (ISBN 978-2-81121-498-2)    |
| 6  | Scott Pilgrim's Finest Hour          | 2010                               | (ISBN 978-1-934964-38-5)           | 2011                               | (ISBN 978-2-81120-550-8)           | 2015                        | (ISBN 978-1-62010-005-9)    | 2015                        | (ISBN 978-2-81121-562-0)    |

### Autres apparitions
- Comics Festival, 2005 
 Anthologie de 40 pages incluant une planche du comic Scott Pilgrim d'une page sortie au Free Comic Book Day de 2005.
- PENG, 2005 
 Volume unique d’un comic de 72 pages de Corey Lewis où Scott Pilgrim fait une apparition.
- Free Scott Pilgrim #1, 2006 
 Comic de 32 pages incluant une histoire originale de 17 pages de Scott Pilgrim, publiée pour le Free Comic Book Day de 2006. Cette histoire était disponible gratuitement en ligne[2].
- Comics Festival 2007, 2007 
 Anthologie de 40 pages incluant une demi-page du comic Scott Pilgrim (Sushi) et 4 pages du comic Wonderful World Of Kim Pine; publié pour le Free Comic Book Day de 2007.
- Scott Pilgrim: Full Colour Odds & Ends 2008, 2008 
 Réunit Free Scott Pilgrim #1, mis en couleur par Dean Trippe, Wonderful World of Kim Pine, histoire de 4 pages, Best of Toronto, strip de deux pages en noir et blanc publié dans Now Magazine, le strip Sushi du Comics Fest de 2007, et diverses aquarelles, posters et publicités.

## Résumés
[style à revoir]

### Scott Pilgrim's Precious Little Life
La série commence par la présentation de Scott Pilgrim, un jeune fainéant canadien de 23 ans, vivant à Toronto avec son colocataire gay sarcastique Wallace Wells. Il vient de commencer à « sortir » avec une canadienne d'origine chinoise, lycéenne, Knives Chau, relation très mal perçue par ses amis, Knives n'ayant que 17 ans. Cependant Scott ne semble pas gêné par cette relation, considérant le fait qu'elle n'est basé que sur des discussions après les cours sur la vie scolaire de Knives.
Scott est le bassiste du groupe Sex Bob-omb, composé de ses amis Stephen Stills (guitare) et Kim Pine (batterie).
Une nuit, Scott commence à rêver d'une fille en rollers qu'il n'a jamais rencontré. Elle apparaîtra plus tard dans sa vie, livrant un paquet dans une bibliothèque. Sa présence répétée dans ses rêves, et leur rencontre hasardeuse à une fête donnée par Julie Powers, petite-amie de Stephen Stills, lui fait développer un début d'obsession pour l'identité de cette mystérieuse demoiselle. Il découvre qu'elle s'appelle Ramona Flowers, livreuse pour l'Amazon canadien et qu'elle est récemment arrivée de New-York à Toronto après, selon les ragots, une séparation mouvementée d'avec un certain Gideon.
Scott commande des CD sur le site d'Amazon pour la rencontrer à nouveau, et reçoit par la même un email d'un dénommé Matthew Patel, l'avertissant d'un combat à venir, mais Scott n'y prête pas attention et l'efface sans y regarder à deux fois. Après avoir à nouveau rêvé de Ramona, lui apportant cette fois son paquet, Scott se réveille pour la trouver à sa porte.

### Scott Pilgrim vs. the World
Le tome suivant s'ouvre sur un flashback de la vie lycéenne de Scott au lycée catholique de St. Joel, dans le nord de l'Ontario, sept ans avant le début de la série. Il relate notamment la rencontre entre Scott et Kim et donne des précisions sur les précédents amoureux de notre héros. Décrit notamment le combat entre Scott et le deuxième ex-petit ami maléfique de Ramona, avec des détails supplémentaires sur la ligue qu'ils constituent.

### Scott Pilgrim & The Infinite Sadness
La série continue avec ce tome en s'ouvrant pendant le concert des Clash at Demonhead qui réunit 3 membres : Envy Adams (son vrai nom étant Nathalie Adams), Todd Ingram (petit ami actuel d'Envy) et de Lynette Guycott (une brune ténébreuse dont personne ne connaît vraiment sa situation sociale).
Il y a juste un petit problème... Un ? Non ! TROIS problèmes !
Le premier est la présence de Scott, Ramona & cie au concert, le deuxième est qu'Envy est l'ex petite amie de... Scott ! Et le troisième est que Todd Ingram est le 3e ex Petit ami Maléfique de Ramona !
Comment Scott survivra-t-il à cette avalanche d'ex ?

### Scott Pilgrim Gets It Together
Dans ce quatrième tome, Ramona veut que Scott trouve un boulot.
Il réussit à en trouver un, au même endroit que Stephen Stills.
Mais après avoir retrouvé une ancienne copine du lycée et essayer de ne pas se faire trancher en deux par le père de Knives Chau, son ex-copine, Scott voit s'éloigner Ramona, jusqu'au jour où il la revoit à son lieu de travail avec... une fille, où Ramona lui dévoile qu'elle est le quatrième ex-maléfique !

### Scott Pilgrim vs. The Universe
Dans le 5e volume, Scott découvre que les 5e et 6e ex de Ramona, des ingénieurs robotiques japonais, sont des jumeaux. Au cours du livre, Scott se bat contre des robots pendant que Knives révèle à Ramona que Scott les a trompées…
Scott arrivera-t-il à reconquérir le cœur de Ramona et à se faire pardonner ?

### Scott Pilgrim's Finest Hour
Il ne reste plus qu'un ex-maléfique. Scott est obsédé par cet affrontement. Alors qu'il revoit Kim, Knive et Nathalie "Envy", devra affronter Gideon Graves, propriétaire du Chaos Theatre et dernier ex de Ramona. Qui sera le partenaire de Ramona ?